# Matalobos del Páramo
Matalobos del Páramo es una pedanía perteneciente al municipio de Bustillo del Páramo, situado en el Páramo Leonés con una población de 236 habitantes según el INE.
Su patrón es San Andrés.
Dispone de una tienda y un bar y disponía de un club ciclista Club Ciclista Matalobos
Está situado en la C-621 entre Santa María del Páramo y Hospital de Órbigo.

## Demografía
Tiene 129 varones y 107 mujeres censados en la localidad.

## Cultivos
Se cultiva remolacha, maíz, alubias, cereales. Su economía se basa en la agricultura.
- Datos: Q6005699